# Olga Arendt
Olga Arendt, geborene Olga Morgenstern, Pseudonym Rosa Morgan, (* 19. November 1859 in Berlin; † 29. Mai 1902 ebenda) war eine deutsche Schriftstellerin und Schauspielerin.

## Leben

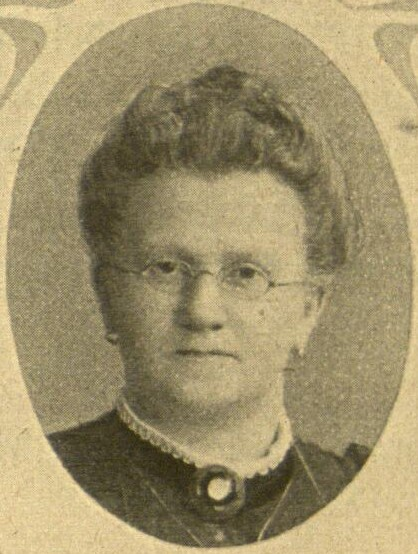
Die Mutter Lina Morgenstern

Arendt wurde als Tochter des Kaufmanns Theodor Morgenstern und der Volksküchengründerin, Frauenrechtlerin und Schriftstellerin Lina Morgenstern in Berlin geboren. Arendt besuchte bis zu ihrem 16. Lebensjahr die Bussesche Höhere Töchterschule. Danach ließ sie sich zur Kindergärtnerin ausbilden. Ihr Plan, Schauspielerin zu werden, wurde vom Vater verboten. Nach dem Ende ihrer Ausbildung leitete sie einen privaten Kindergarten, den ihre Mutter gegründet hatte. Nebenbei nahm sie Schauspielunterricht bei Minona Frieb-Blumauer und bestand nach drei Jahren eine Prüfung des Berliner Hoftheaterintendanten Botho von Hülsen, der sie dem Hoftheater in Koburg-Gotha als erste Liebhaberin empfahl. Aufgrund finanzieller Schwierigkeiten der Familie willigte auch der Vater in die Bühnenlaufbahn Arendts ein.
Nach zwei Jahren verließ Arendt für immer das Theater und arbeitete in Berlin von 1886 bis 1893 als rhetorische und dramatische Lehrerin. Zu ihren Schülern zählte die spätere Schauspielerin Gertrud Berry. In Wien ließ sie sich ein halbes Jahr in der Deklamation vom Schauspieler und Rezitator Joseph Lewinsky unterrichten. Es entstanden erste Gedichte und Geschichten, die sie in Vortragsabenden in Mecklenburg, Schlesien und Posen vorstellte. In Wien und Deutschland ging sie auf Vortragstourneen.
Im Jahr 1893 heiratete sie den Landtagsabgeordneten und Publizisten Otto Arendt und zog sich aus der Öffentlichkeit zurück. Nach der Geburt des dritten gemeinsamen Kindes erkrankte Arendt um 1899 an Nierenwassersucht und starb an der Krankheit im Jahr 1902 in Berlin.

## Werke
- Für gesellige Kreise. Sammlung ernster und heiterer Deklamationsstücke, nebst einem Anhang von Gelegenheitsgedichten. Mit einem Vorwort von Minona Frieb-Blumauer. Herausgegeben von Olga Morgenstern. Rosenbaum & Hart, Berlin 1888.
- Märchen-Bilderbuch von Olga Morgenstern. Dichtung zu lebenden Bildern, mit genauer Anweisung zur Aufstellung und geeigneten Musik-Begleitung. Bloch, Berlin 1891.
- Sylvesternacht. Romantische Erzählung. Walther, Berlin 1893.
- Ein Freundschaftstag. Lustspiel in 1  Akt. Böoch, Berlin 1894.
- Gedichte von Olga Arendt-Morgenstern. Nach ihrem Tode herausgegeben von Lina Morgenstern. Deutsche Hausfrauenzeitung, Berlin 1903.
- Ullas Kindheit. Eine Erzählung für 8 bis 14jährige Mädchen und Knaben von Olga Arendt-Morgenstern. Herausgegeben von Lina Morgenstern. Deutsche Hausfrauenzeitung, Berlin 1903.